# Shanghai Rolex Masters 2016
Shanghai Rolex Masters 2016 byl tenisový turnaj pořádaný jako součást mužského okruhu ATP World Tour, hraný v komplexu Qizhong Forest Sports City Arena na otevřených dvorcích s tvrdým povrchem DecoTurf. Probíhal mezi 9. až 16. říjnem 2016 v  Šanghaji jako osmý ročník turnaje.
Turnaj se po grandslamu řadil do druhé nejvyšší kategorie okruhu ATP World Tour Masters 1000 a představoval předposlední událost této devítidílné série. Dotace činila 7 655 540 amerických dolarů.
Nejvýše nasazeným hráčem ve dvouhře se stal první tenista světa Novak Djoković ze Srbska. Jako poslední přímý účastník do hlavní singlové soutěže nastoupil 52. francouzský hráč žebříčku Stéphane Robert.
Třináctou trofej z turnajů ATP World Tour Masters 1000 získal britský tenista Andy Murray, jenž cestou za titulem neztratil jediný set a navázal na triumfy z tohoto turnaje z let 2010 a 2011. Deblovou soutěž ovládl americký pár John Isner a Jack Sock, který na turnaji zažil první společný start na okruhu ATP World Tour.

## Distribuce bodů a finančních odměn

### Distribuce bodů
| Soutěž  | vítězové | finalisté | semifinalisté | čtvrtfinalisté | 16 v kole | 32 v kole | 64 v kole | Q  | Q2 | Q1 |
| ------- | -------- | --------- | ------------- | -------------- | --------- | --------- | --------- | -- | -- | -- |
| dvouhra | 1000     | 600       | 360           | 180            | 90        | 45        | 10        | 25 | 16 | 0  |
| čtyřhra | 1000     | 600       | 360           | 180            | 90        | 0         | —         | —  | —  | —  |

### Finanční odměny
| Soutěž                                         | vítězové   | finalisté | semifinalisté | čtvrtfinalisté | 16 v kole | 32 v kole | 64 v kole | Q2     | Q1     |
| ---------------------------------------------- | ---------- | --------- | ------------- | -------------- | --------- | --------- | --------- | ------ | ------ |
| dvouhra                                        | $1 043 375 | $511 600  | $257 475      | $130 925       | $67 990   | $35 845   | $19 350   | $4 460 | $2 275 |
| čtyřhra                                        | $323 100   | $158 190  | $79 350       | $40 730        | $21 050   | $11 110   | —         | —      | —      |
| v deblových soutěžích je částka uváděna na pár |            |           |               |                |           |           |           |        |        |

## Dvouhra mužů

### Nasazení
| Stát                         | Hráč                  | ATP | Nasazení |
| ---------------------------- | --------------------- | --- | -------- |
| Srbsko                       | Novak Djoković        | 1.  | 1.       |
| Spojené království           | Andy Murray           | 2.  | 2.       |
| Švýcarsko                    | Stan Wawrinka         | 3.  | 3.       |
| Španělsko                    | Rafael Nadal          | 4.  | 4.       |
| Kanada                       | Milos Raonic          | 6.  | 5.       |
| Francie                      | Gaël Monfils          | 8.  | 6.       |
| Česko                        | Tomáš Berdych         | 9.  | 7.       |
| Chorvatsko                   | Marin Čilić           | 11. | 8.       |
| Francie                      | Jo-Wilfried Tsonga    | 12. | 9.       |
| Španělsko                    | David Ferrer          | 13. | 10.      |
| Belgie                       | David Goffin          | 14. | 11.      |
| Austrálie                    | Nick Kyrgios          | 15. | 12.      |
| Francie                      | Lucas Pouille         | 16. | 13.      |
| Francie                      | Richard Gasquet       | 17. | 14.      |
| Španělsko                    | Roberto Bautista Agut | 18. | 15.      |
| Uruguay                      | Pablo Cuevas          | 19. | 16.      |
| Žebříček ATP k 3. říjnu 2016 |                       |     |          |

### Jiné formy účasti
Následující hráčí obdrželi divokou kartu do hlavní soutěže:
 Juan Martín del Potro
- Li Če
- Wu Ti
- Čang Ce

Následující hráči postoupili z kvalifikace:
- Kyle Edmund
- Taylor Fritz
- Vasek Pospisil
- Lukáš Rosol
- Júiči Sugita
- Michail Južnyj
- Mischa Zverev

### Odhlášení
před zahájením turnaje
- Borna Ćorić → nahradil jej  Federico Delbonis
- Roger Federer → nahradil jej  Marcel Granollers
- Nicolas Mahut → nahradil jej  Fernando Verdasco
- Gilles Müller → nahradil jej  Nicolás Almagro
- Kei Nišikori → nahradil jej  Guillermo García-López
- Dominic Thiem → nahradil jej  Guido Pella

## Mužská čtyřhra

### Nasazení
| Stát                                                                    | Hráč              | Stát      | Hráč           | ATP | Nasazení |
| ----------------------------------------------------------------------- | ----------------- | --------- | -------------- | --- | -------- |
| Spojené království                                                      | Jamie Murray      | Brazílie  | Bruno Soares   | 9.  | 1.       |
| USA                                                                     | Bob Bryan         | USA       | Mike Bryan     | 13. | 2.       |
| Polsko                                                                  | Łukasz Kubot      | Brazílie  | Marcelo Melo   | 26. | 3.       |
| Španělsko                                                               | Feliciano López   | Španělsko | Marc López     | 28. | 4.       |
| Jižní Afrika                                                            | Raven Klaasen     | USA       | Rajeev Ram     | 29. | 5.       |
| Indie                                                                   | Rohan Bopanna     | Kanada    | Daniel Nestor  | 32. | 6.       |
| Filipíny                                                                | Treat Conrad Huey | Bělorusko | Max Mirnyj     | 44. | 7.       |
| Švédsko                                                                 | Robert Lindstedt  | Kanada    | Vasek Pospisil | 46. | 8.       |
| Žebříček ATP k 3. říjnu 2016; číslo je součtem umístění obou členů páru |                   |           |                |     |          |

### Jiné formy účasti
Následující páry obdržely divokou kartu do hlavní soutěže:
- Kung Mao-sin /  Čang Ce
- Li Če /  Wu Ti

## Přehled finále

### Mužská dvouhra
- Andy Murray vs.  Roberto Bautista Agut, 7–6(7–1), 6–1

### Mužská čtyřhra
- John Isner /  Jack Sock vs.  Henri Kontinen /  John Peers, 6–4, 6–4